# Helena de Meclemburgo-Schwerin
Helena Luísa Isabel de Meclemburgo-Schwerin (em alemão: Helene Luise Elisabeth zu Mecklenburg; Ludwigslust, 24 de janeiro de 1814 — Richmond upon Thames, 18 de maio de 1858), foi uma Duquesa de Meclemburgo-Schwerin, e esposa do herdeiro ao trono francês, Fernando Filipe, Duque de Orleães. Seu filho mais velho Luís Filipe, foi o último Príncipe Real da França.

## Biografia

### Primeiros anos
Filha de Frederico Luís, Grão-Duque Hereditário de Meclemburgo-Schwerin, herdeiro do Grão-Ducado de Meclemburgo-Schwerin e de sua segunda esposa, a princesa Carolina Luísa de Saxe-Weimar-Eisenach, Helena nasceu no Palácio Ludwigslust, em Meclemburgo, onde sua mãe morreu quando ela contava somente dois anos de idade.

### Casamento e filhos

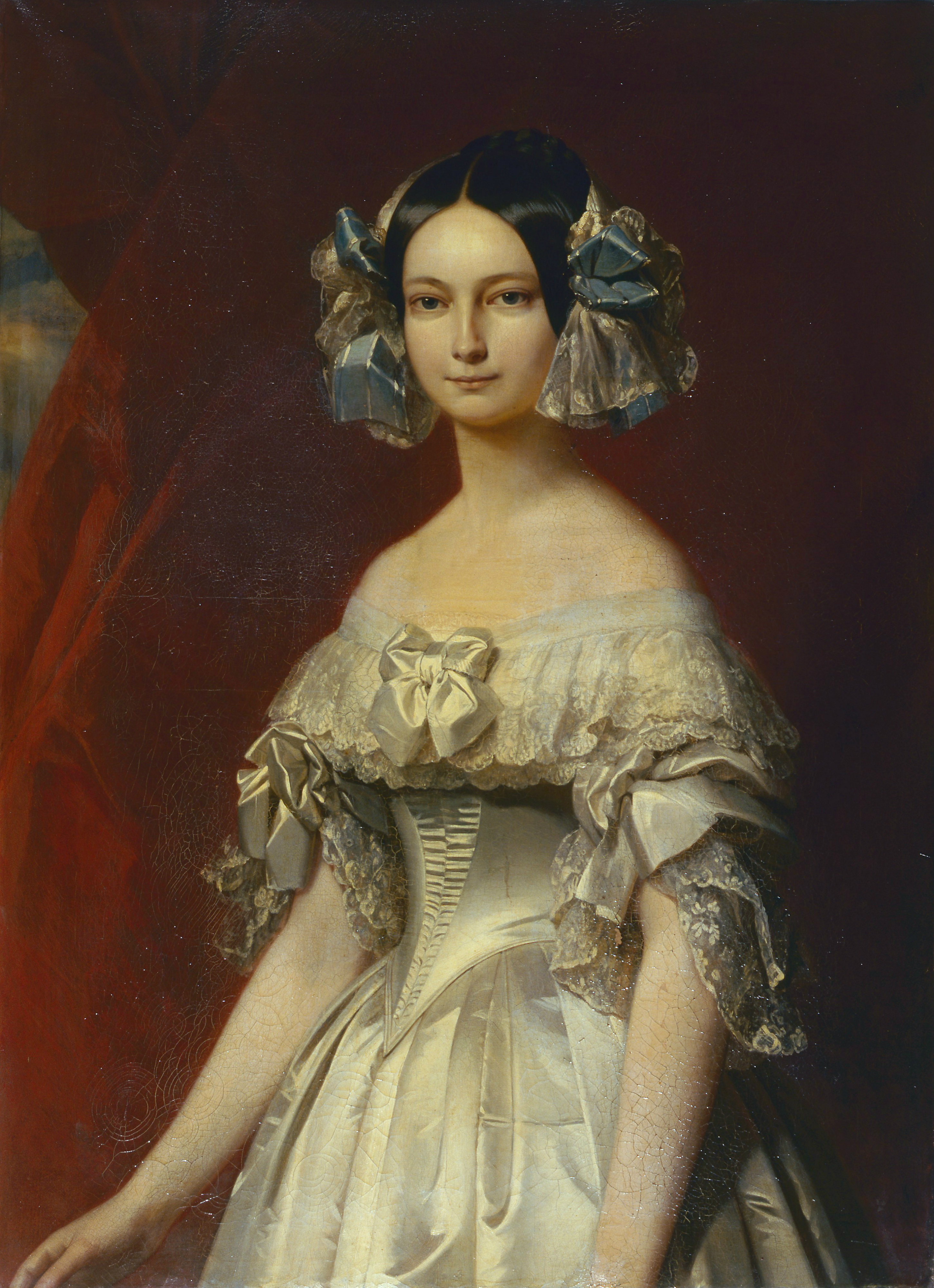
Retrato de 1840 por Franz Xaver Winterhalter, no Museu de Arte e História de Saint-Brieuc.

Após receber propostas de muitos pretendentes, Helena foi finalmente escolhida para desposar o príncipe herdeiro francês. Foi uma aliança conveniente, pois a duquesa era sobrinha de Frederico Guilherme III da Prússia e pertencia a uma das dinastias mais antigas da Europa.
Casou-se em 30 de maio de 1837, no Palácio de Fontainebleau, com o filho mais velho do rei Luís Felipe I e da rainha Maria Amélia, o príncipe real e duque de Orléans Fernando Felipe de Orléans. O casal teve dois filhos:
- Luís Felipe (1838-1894), conde de Paris e pretendente orleanista ao trono da França com os nomes de Luís Felipe II ou Felipe VII. Casou-se com sua prima carnal Maria Isabel de Orléans (1848-1919), infanta de Espanha, com descendência;
- Roberto (1840-1910), duque de Chartres, casado com sua prima Francisca de Orléans. Dele se origina a linha dos atuais pretendentes orleanistas ao trono da França.

Os duques de Orléans tiveram um casamento feliz, embora as ideias liberais e a fé protestante de Helena tenham sido motivo de preocupação para a rainha Maria Amélia (católica dedicada). A felicidade conjugal chegou ao fim em 13 de julho de 1842, com a morte prematura do príncipe num acidente de carruagem em Neuilly-sur-Seine. Em sua precoce viuvez a princesa passou a dedicar-se exclusivamente aos filhos.

### Exílio
Com a Revolução de 1848, Luís Felipe foi obrigado a abdicar do trono e seguir com toda a família real para o exílio na Inglaterra. Imediatamente a duquesa de Orléans dirigiu-se à assembleia com seus dois filhos e seu cunhado, o Luís, Duque de Némours, para que seu primogênito fosse proclamado rei dos franceses. Consciente de sua impopularidade, o duque de Nemours concordou que sua cunhada exercesse a regência durante a menoridade de seu sobrinho. Entretanto a tentativa da duquesa fracassou e a assembleia proclamou a Segunda República Francesa.

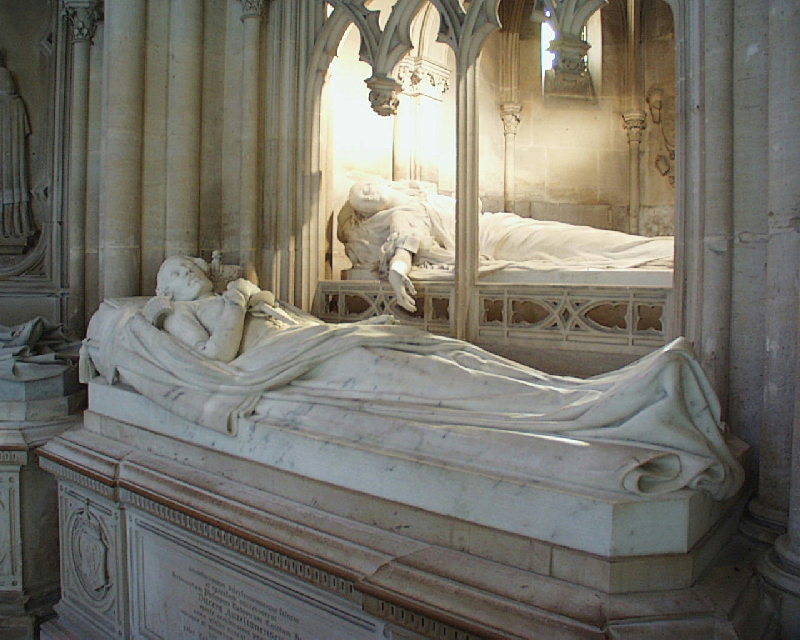
Tumbas dos Duques de Orléans na Capela Real de Dreux

Helena seguiu com seus filhos para a Alemanha, iniciando um longo período de exílio, sem abandonar suas convicções políticas nem deixar de reclamar os direitos de seu filho ao trono. Suas atitudes impediram, durante muito tempo, a reconciliação entre os príncipes de Orléans e o pretendente legitimista ao trono (Henrique, Conde de Chambord), aumentando a divisão entre os monarquistas franceses.

### Morte
A duquesa de Orléans morreu em 18 de maio de 1858, aos quarenta e quatro anos, devido as complicações de uma gripe que contraiu enquanto cuidava de seu filho mais novo, o duque de Chartres, durante uma viagem à Inglaterra.
Por ser protestante, Helena não poderia ser sepultada na Capela Real de Dreux, onde repousam os restos mortais dos membros da família real francesa. A solução encontrada foi a construção de um anexo à capela, onde o túmulo da duquesa foi erguido. A construção comunica-se com o túmulo do duque de Orléans por uma espécie de janela e a escultura da princesa protestante descansa sobre a tumba, exibindo-a tentando alcançar a tumba de seu marido.

## Títulos e estilos
- 24 de janeiro de 1814 – 30 de maio de 1837: Sua Alteza duquesa Helena de Meclemburgo-Schwerin
- 30 de maio de 1837 – 13 de julho de 1842: Sua Alteza Real a Duquesa de Orleães
- 13 de julho de 1842 – 17 de maio de 1858: Sua Alteza Real a Duquesa Viúva de Orleães